# Station debout

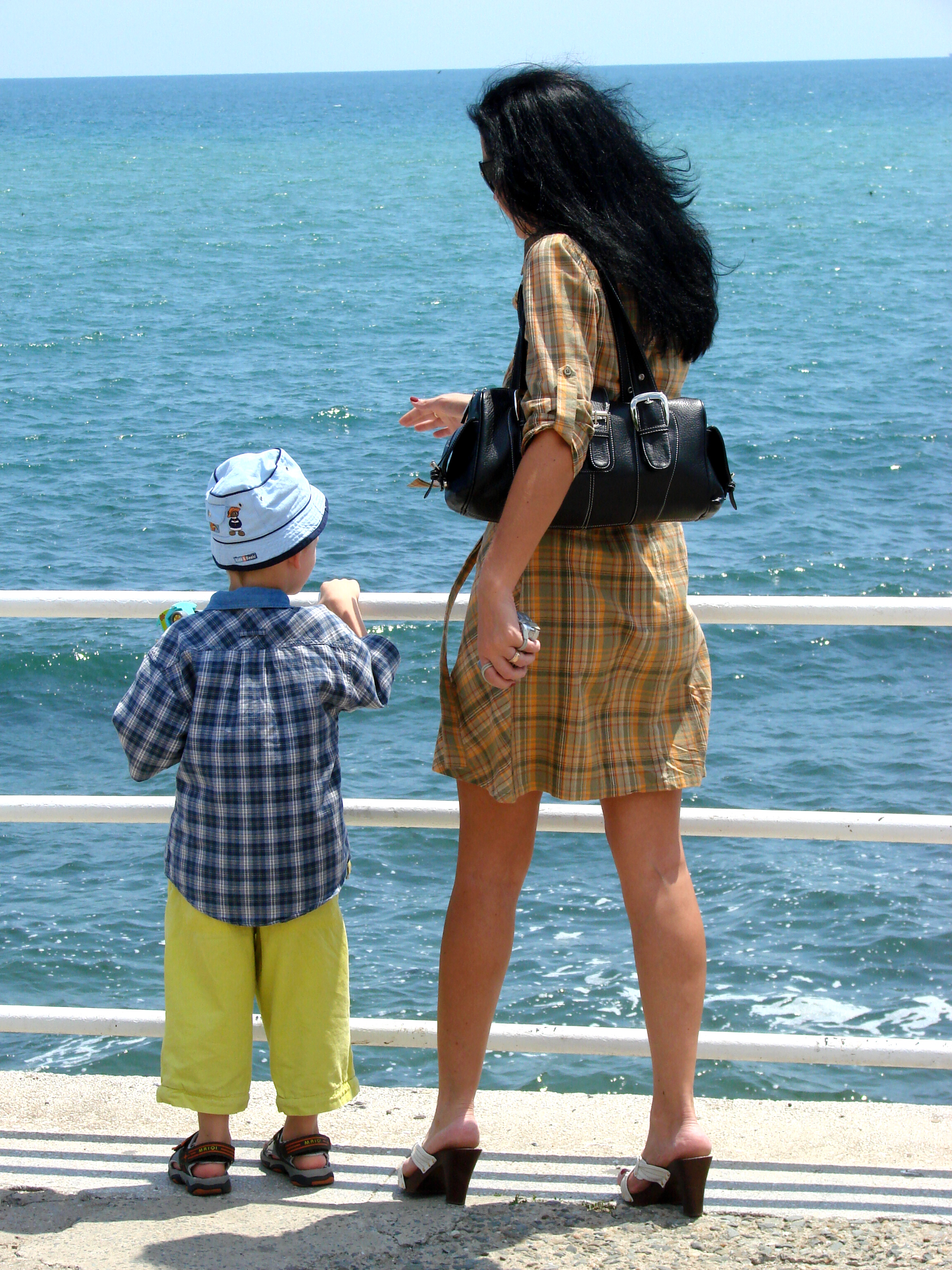
Station debout

La station debout est une station commune du corps humain par laquelle l'individu considéré se maintient en position verticale en appui sur ses deux pieds.
Les humains sont avec certains grands singes (et autrefois les dinosaures) les seuls animaux capables de se tenir durablement en équilibre sur leurs membres inférieurs. La bipédie couplée à la capacité de préhension avec les mains sont considérées comme deux facteurs caractéristiques de l'espèce humaine et essentiels au développement de son intelligence au cours de l'époque paléolithique. Et quand apparait l’Homo sapiens, il y a 200 000 à 300 000 ans, celui-ci est le seul mammifère à pouvoir se déplacer exclusivement sur ses pieds afin de consacrer l’usage de ses mains à la préhension et la fabrication d'objets.   